# ديفيد بيرن (سياسي)
ديفيد بيرن (بالإنجليزية: David Byrne)‏ هو محامي وسياسي أيرلندي، ولد في 6 أبريل 1947 في جمهورية أيرلندا. شغل منصب المدعي العام لأيرلندا في الفترة (26 يونيو 1997-17 يوليو 1999). حزبياً، نشط في فيانا فايل.

## روابط خارجية
- ديفيد بيرن على موقع مونزينجر (الألمانية)